# بلجرا
بلجرا (به ایتالیایی: Bellegra) یک کومونه در ایتالیا است که در استان رم واقع شده‌است.

## خصوصیات
بلجرا ۱۸ کیلومترمربع مساحت و ۲٬۹۱۲ نفر جمعیت دارد و ۸۱۵ متر بالاتر از سطح دریا واقع شده‌است.

## خواهرخوانده
شهر باسانو دل گراپا خواهرخواندهٔ بلجرا هست.